# Hoeselt
Hoeselt (Limburgisch: Hoeiselt) ist ein Ortsteil der Gemeinde Bilzen-Hoeselt und eine ehemalige belgische Gemeinde im Osten der Region Flandern mit zuletzt etwa 10.080 Einwohnern (Stand 1. Januar 2024). Sie bestand aus dem Hauptort und den Ortsteilen Romershoven, Schalkhoven, Sint-Huibrechts-Hern und Werm.
Am 1. Januar 2025 fusionierte die damalige Gemeinde mit der benachbarten Gemeinde Bilzen zur neuen Gemeinde Bilzen-Hoeselt.
Tongern liegt sieben Kilometer südlich, Maastricht zwölf Kilometer östlich, Hasselt 14 Kilometer nordwestlich, Lüttich 24 Kilometer südlich und Brüssel etwa 75 Kilometer westlich.
Der nächste Autobahnanschluss befindet sich am Ortsrand bei Hoeselt/Bilzen an der A13/E 313.
Regionalbahnhöfe gibt es bei Bilzen, Diepenbeek und Tongern.
Maastricht Aachen Airport und der Flughafen bei Lüttich sind benachbarte Regionalflughäfen und der Flughafen Brüssel National nahe der Hauptstadt Brüssel ist der nächste internationale Flughafen.